# 脫軌

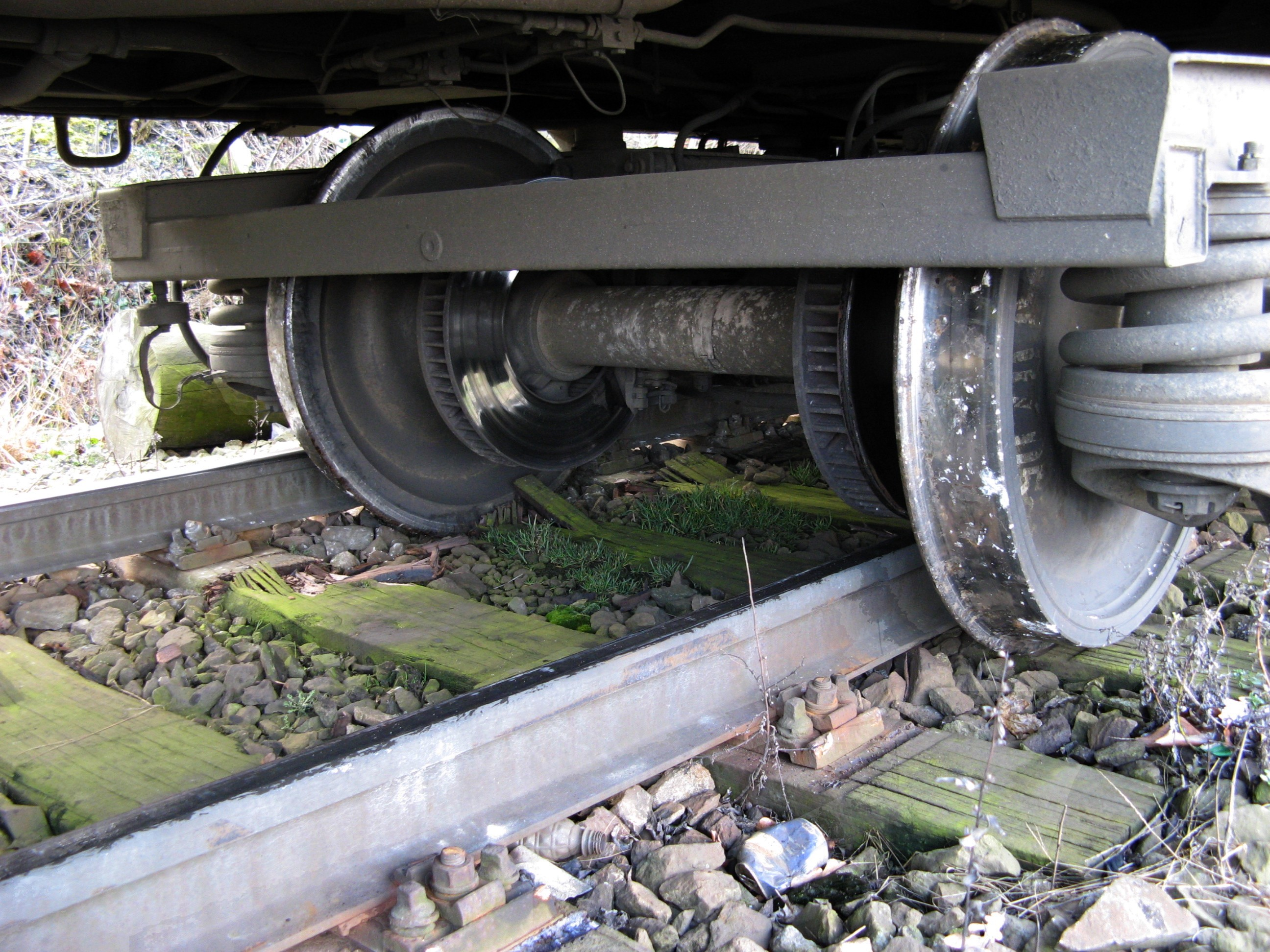
脫軌的列車鋼輪

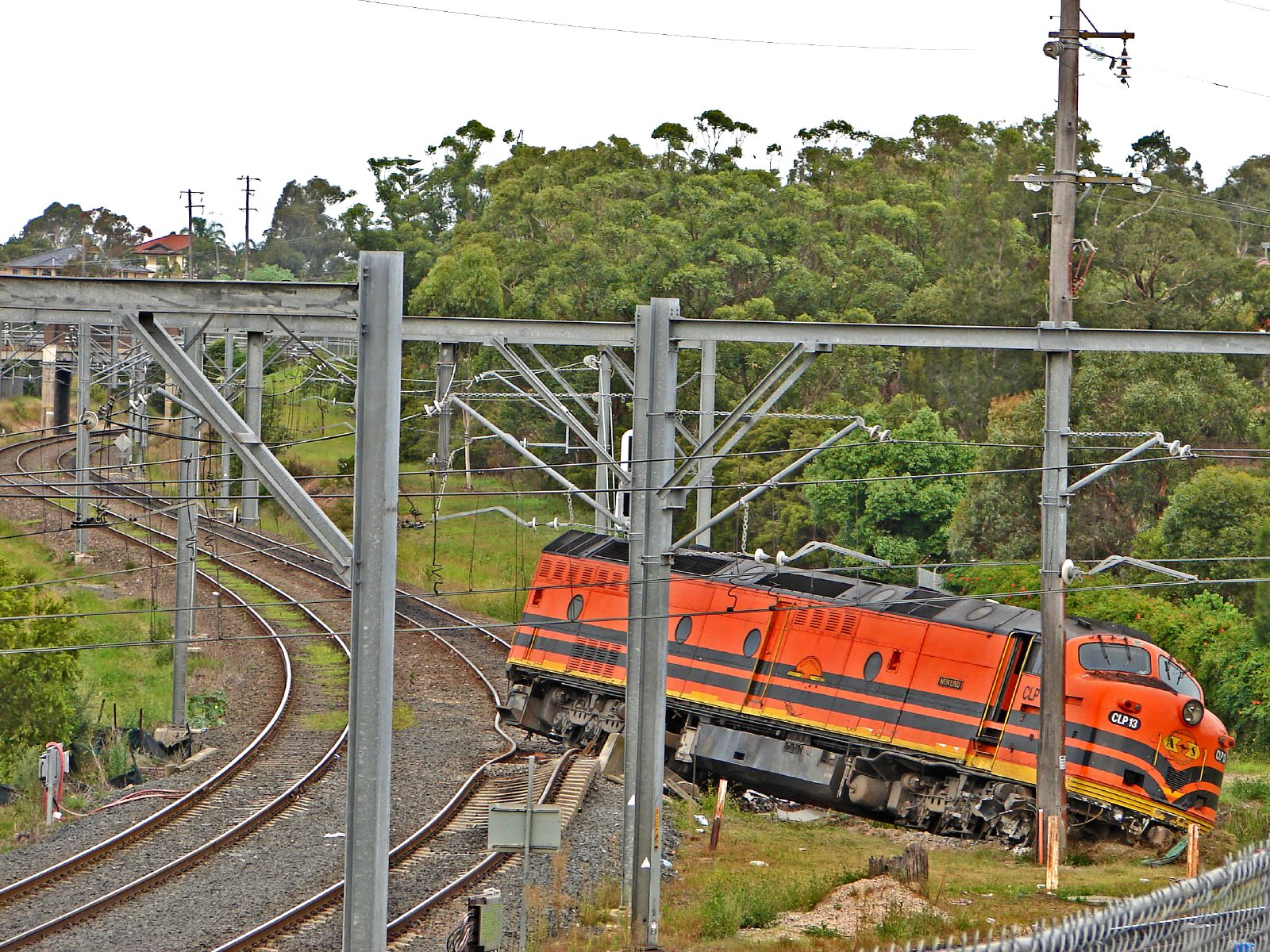
2007年1月，一輛載貨火車在澳大利亚新南威爾士州毕隆区附近脫軌。

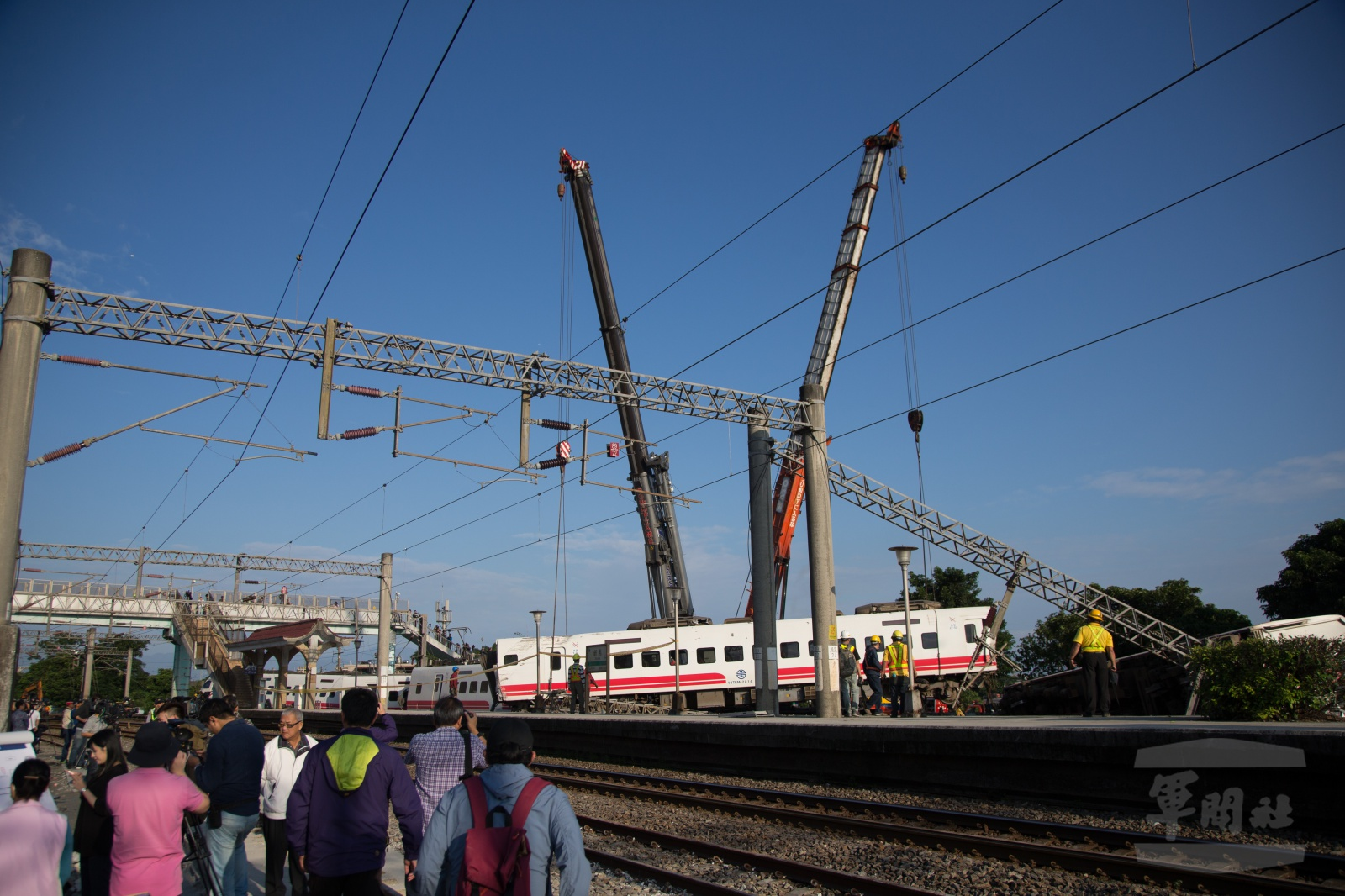
起重機正把出軌的列車吊起

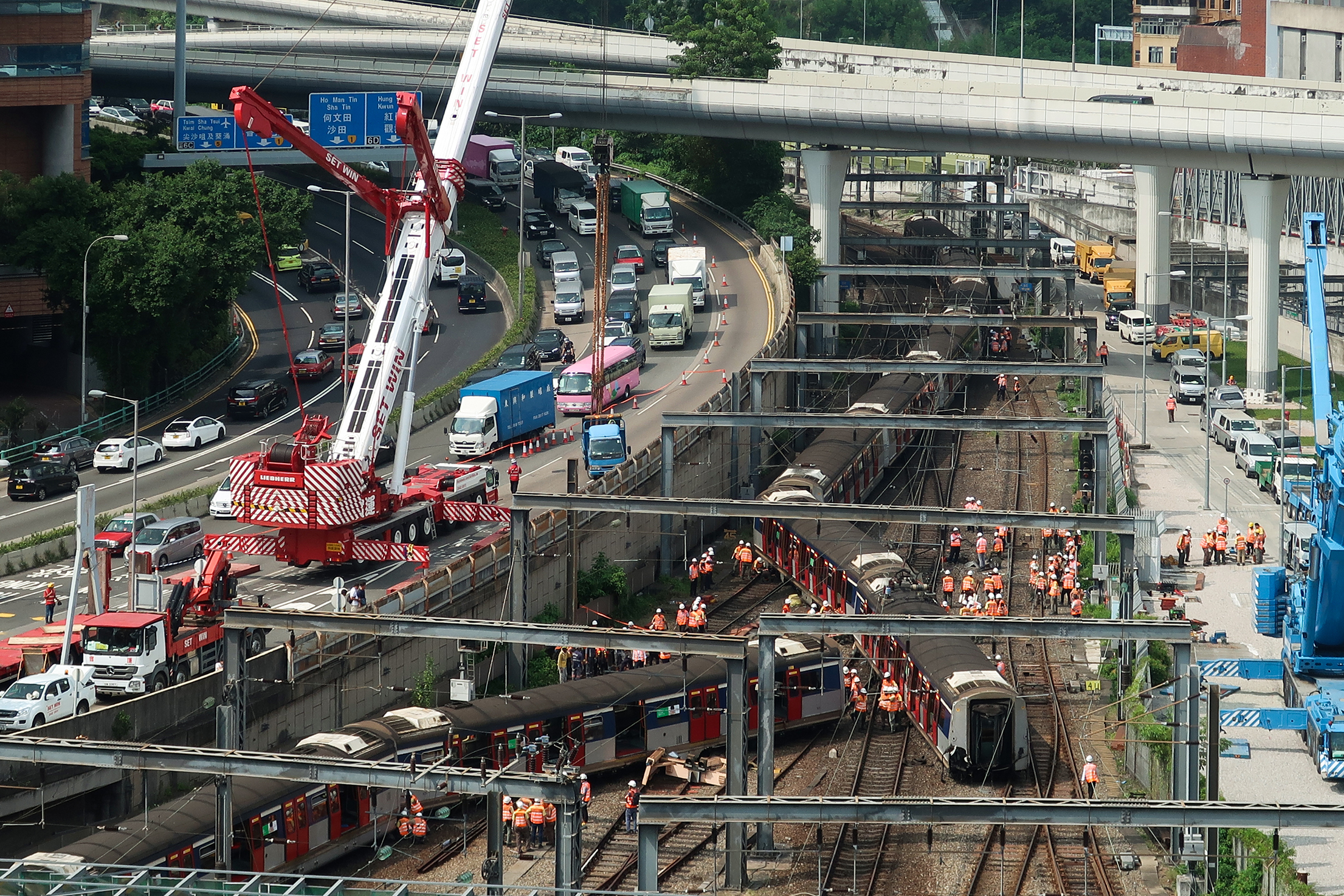
2019年香港東鐵綫列車出軌事件

脫軌（英語：Derailment），台鐵亦稱出軌，日、韓漢字稱脫線，是一種鐵路運輸事故，指的是列車行進中時脫離軌道，造成鐵路損壞或人員傷亡。
脫軌的主要原因有很多，包括損壞或歪斜的鐵軌、列車超速、列車編組（動力和重量分佈）不合理、列車或鋼輪異狀、軌道上的阻礙物（塌方、大型動物、大型汽車等），多數列車相撞事故也會伴隨有出軌發生。
此外還有主動施行的脫軌，通常是出於保護正線、開啟橋等目的而由鐵路運營部門特別設置的脫軌器或脫軌道岔，讓溜逸或因故（錯過停車信號、刹車失靈等）未能及時停車的列車出軌强行停車。
多數情況下脫軌的列車無法自行復原，通常需要使用大型的鐵路起重機將之擺回至軌道。但如果脫軌發生于列車低速行駛且及時發現並停車，沒有車輛翻覆或嚴重傾斜，只有有限數量的幾個軸、轉向架或車輛脫軌，并且鋼軌、道枕等也都完好的情況下，可以使用複軌器（有些機車會隨車携帶）或木塊等設備讓列車自行或藉助救援機車牽引回到軌道上。

## 其他含义
在中文语境下，出轨也指承諾排他的亲密关系中的一人，與該排他關係以外的人發生違反排他承諾的情愛或性關係。